# Ethniko Metopo
Ethniko Metopo (griechisch Εθνικό Μέτωπο ‚Nationale Front‘) ist eine griechische rechtsextreme Partei. Sie wurde 2012 gegründet und verwendet als Logo die antike griechische Mäanderspirale.

## Geschichte
Erste Bestrebungen zur Gründung der Partei gab es Mitte 2011. Die ursprünglich geplante Gründung zur Parlamentswahl 2012 konnte nicht erreicht werden, die formale Gründung erfolgte erst später im Jahr. Erster Vorsitzender wurde Manos Konstas, ehemals Mitglied der nationalistischen Ethniki Politiki Enosis (E.P.EN.) (Εθνική Πολιτική Ένωσις (Ε.Π.ΕΝ.)), mit ideologischer Nähe zum Regime der Obristen und dem Diktator Georgios Papadopoulos.
Ein erheblicher Teil der Mitglieder der Nationalen Front waren bereits zuvor in nationalistischen und rechtsextremen Parteien und Organisationen wie Enieo Ethnikistiko Kinima (EN.E.K.) (Ενιαίο Εθνικιστικό Κίνημα (ΕΝ.Ε.Κ.)), Ethniki Politiki Enosis (E.P.EN.), der Elliniko Metopo, LAOS und Goldene Morgenröte tätig.
Seit Dezember 2017 ist die nationalistische und rechtsextreme Laiki Elliniki Patriotiki Enosi (L.E.P.EN.) (Λαϊκή Ελληνική Πατριωτική Ένωση (Λ.Ε.Π.ΕΝ.)), eine Abspaltung der Goldenen Morgenröte, Teil von Ethniko Metopo. LEPEN gehört der Europapartei Allianz für Frieden und Freiheit an.

## Positionen
Die Nationale Front definiert sich selbst als eine Partei des griechischen Nationalismus.  Die wichtigsten Positionen der Partei sind Ethnopluralismus, Referenden über nationale und soziale Fragen, die Stärkung der Institution des Präsidenten der Republik, Gemeinschaft, Konservatismus, Fremdenfeindlichkeit, die Entwicklung von Technologien und der Schutz der Umwelt.

## Wahlen
Die Partei nahm an der Kommunalwahl 2014 mit geringen Erfolgen teil.
Bei der Europawahl 2014 erhielt die Ethniko Metopo 8799 Stimmen (0,15 %).

### Wahlergebnisse
| Jahr | Wahl                     | Stimmenanteil | Sitze |
| ---- | ------------------------ | ------------- | ----- |
| 2014 | Europawahl 2014          | 0,15 %        | 0/21  |
| 2019 | Europawahl 2019          | 0,19 %        | 0/21  |
| 2023 | Parlamentswahl Juni 2023 | 0,06 %        | 0/300 |
| 2024 | Europawahl 2024          | 0,19 %        | 0/21  |